# Игошин, Александр Иванович
Александр Иванович Игошин (13 апреля 1924 года — 13 февраля 1945 года) — советский лётчик  минно-торпедной авиации ВВС Балтийского флота во время Великой Отечественной войны, Герой Российской Федерации (23.02.1998, посмертно). Младший лейтенант (23.10.1944).

## Биография
Родился 13 апреля 1924 года в городе Пермь. В 1942 году окончил семилетнюю школу. С мая 1942 года работал слесарем-лекальщиком на заводе № 10 имени Дзержинского в Перми (в 1940—1957 гг. — г. Молотов).
В Рабоче-Крестьянский Красный Флот призван в августе 1942 года. С сентября 1942 года по март 1943 года А. И. Игошин был курсантом 3-й школы пилотов ВВС ВМФ, а в марте 1943 года в переведён в Военно-морское авиационное училище им. Леваневского (действовало тогда в эвакуации в Куйбышевской области). После окончания училища в октябре 1944 года был распределён в ВВС Балтийского флота штурманом экипажа самолёта «Бостон» А-20 (командир экипажа — В. П. Носов, стрелок-радист — Ф. И. Дорофеев).
На фронтах Великой Отечественной войны А. И. Игошин с октября 1944 года в составе 2-й эскадрильи 51-го минно-торпедного авиационного полка 8-й минно-торпедной авиационной дивизии ВВС Балтийского флота. В составе экипажа В. П. Носова совершил 6 боевых вылетов на поиск и уничтожение кораблей и транспортов противника в Балтийском море. 12 декабря 1944 года в группе самолетов топмачтовым бомбоударом был потоплен транспорт водоизмещением 6000 тонн в порту Либава. 14 декабря 1944 года в том же порту Либава экипаж потопил сторожевой катер противника. В ряде источников число побед экипажа Носова—Игошина указывается и больше, но подтверждений в документах немецкой стороны не обнаружено.
13 февраля 1945 года был совершён последний боевой вылет. В южной части Балтийского моря (55°23′ с. ш. 19°00′ в. д.) был перехвачен конвой в составе трёх транспортов и двух кораблей охранения. При атаке транспорта водоизмещением 6000 тонн в возглавлявший атаку самолёт экипажа В. П. Носова попал снаряд, но не сворачивая с боевого курса, горящий самолет продолжил атаку и таранил транспорт противника. От прямого попадания в кормовую часть и взрыва боезапаса транспорт получил значительную пробоину и быстро затонул. Весь экипаж самолёта погиб.
В 1945 и в 1947 годах младший лейтенант А. И. Игошин представлялся к присвоению звания Героя Советского Союза (посмертно), но данные ходатайства удовлетворены не были.
Указом Президента Российской Федерации № 187 от 23 февраля 1998 года «за мужество и героизм, проявленные в борьбе с немецко-фашистскими захватчиками в Великой Отечественной войне 1941—1945 годов», младшему лейтенанту Александру Ивановичу Игошину присвоено звание Героя Российской Федерации (посмертно).

## Награды
- Медаль «Золотая Звезда» Героя Российской Федерации (23.02.1998, посмертно)
- Орден Красного Знамени[источник не указан 738 дней]

## Память
- Имя А. И. Игошина в Перми высечено на «Стеле Героям Советского Союза» (Пермь, ул. Екатерининская) и на памятнике рабочим и служащим завода им. Ф. Э. Дзержинского, погибшим в годы Великой Отечественной войны (1975).
- Имя высесено на Памятнике погибшим лётчикам Балтики на Советском проспекте в Калининграде.
- У города Пуцк (Поморское воеводство, Польша) в 1968 году был установлен памятник экипажу В. П. Носова, на котором высечена надпись: «Советским летчикам Виктору Носову, Александру Игошину, Фёдору Дорофееву, которые 13 февраля 1945 года пали богатырской смертью за нашу и вашу свободу». После падения коммунистического режима в Польше памятник неоднократно страдал от вандалов и ныне частично демонтирован.
- Мемориальная доска установлена на здании цеха №9 ФГУП «Машиностроительный завод им. Ф. Э. Дзержинского в Перми (1967).